# (8203) Jogolehmann
(8203) Jogolehmann est un astéroïde de la ceinture principale.

## Description
(8203) Jogolehmann est un astéroïde de la ceinture principale. Il fut découvert le 7 février 1994 à La Silla par Eric Walter Elst. Il présente une orbite caractérisée par un demi-grand axe de 3,15 UA, une excentricité de 0,13 et une inclinaison de 5,1° par rapport à l'écliptique.

## Compléments